# Artaxes I
Artaxes I (em grego: Αρτάξης; romaniz.: Artáxēs) ou Artaxer (Αρταξηρ; em persa médio: 𐭠𐭥𐭲𐭧𐭱𐭲𐭥; romaniz.: Ardaxšīr) foi um rei da Pérsia e fundador do Império Sassânida. Reinou de 224 a 241.

## Nome
Artaxes (Αρτάξης, Artáxēs), Adeser (Αδεσήρ, Adesēr), Artaxer (Αρταξηρ, Artaxḗr), Artaxares (Αρταξάρης, Artaxárēs), Artaser (Αρτασήρ, Artasḗr), Artasires (Αρτασείρης, Artaseírēs), Artaxas (Αρτάξας, Artáxas) e Artaxias (Αρταξίας, Artaxías) são as formas gregas do parta e persa médio Ardaxir ou Artaxir (𐭠𐭥𐭲𐭧𐭱𐭲𐭥, Ardaxšīr ou Artaxšīr) e do armênio Artaxir (Արտաշիր, Artašir) e Artaxes (Արտաշէս, Artašēs; surgido da forma não atestada *Artašas). Esses nomes derivam do persa antigo Artaxaça (𐎠𐎼𐎫𐎧𐏁𐏂𐎠, Artaxšaçā) ou o iraniano antigo Artaxatra (*R̥ta-xš-ira-), que significa "cujo reinado é através da verdade". Sua grafia em persa antigo também foi helenizada e latinizada como Artaxerxes (Αρταξέρξης, Artaxérxēs).

## Biografia
Artaxes descendia de uma linhagem de sacerdotes zoroastristas que governava a província da Pérsia. Seu avô paterno foi Sasano, o grande sacerdote do Templo de Anaíta; historiadores posteriores dariam à dinastia reinante da Pérsia a designação sassânida. O pai de Artaxes, Pabeco, depôs o rei da Pérsia (vassalo do Império Parta) e assumiu o trono. O próprio Artaxes subiu ao poder na Pérsia em 208, após rebelar-se contra seu irmão Sapor.
A expansão do reino da Pérsia pelos territórios vizinhos atraiu a atenção de Artabano IV, Grande Rei do Império Parta, suserano de Artaxes. Artabano avançou contra a Pérsia em 224 mas foi morto em batalha, em Hormusgã. Artaxes, então, anexou as demais províncias da Pártia. Foi coroado, em 226, xainxá, encerrando 400 anos de domínio parta e dando início a quatro séculos de governo sassânida.
Artaxes e seus sucessores estabeleceram um vasto império baseado em Firuzabade (naquela época conhecida como Gor), que alcançava as fronteiras do antigo Império Aquemênida a leste do rio Eufrates. Sucedeu-lhe seu filho Sapor I.

## Família
Artaxes era filho de Rotaces e Pabeco ou Sasano (dependendo da tradição). No Feitos do Divino Sapor, Sapor I cita Denaces como sua esposa. Artaxes teve possivelmente seis filhos: Sapor I, que cogoverna consigo entre 240-242 e sucedeu-o desde 242; Mirxa, o xá de Mesena; Artaxer, xá da Carmânia; Artaxer (?), xá de Adiabena; Perozes, o patrocinador de Maniqueu; Artaxer, xá do Sacastão; Narses; e Roducte, filha de Anosace, possível esposa sua. Cornanzém e Tiesmace, também mencionadas nos Feitos, foram consideradas por alguns estudiosos como outras de suas esposas.